# 六魔女
《六魔女》（英語：The Six Devil Women）是一部1996年由馬天耀執導香港電影，敍述有關根据1993年4月24日張小建搶車杀人案件改编而製成。由彭丹、王書麒、梁婉雯、李雪慜、楊愛貞、鍾秀嫻、樂融融、陳昇、吳永森和已故何家駒主演，其中王書麒、李雪慜、鍾秀嫻和楊愛貞（尹國駒前妻）是曾於亞洲電視藝員和亞洲小姐參選者，而性感女神彭丹則現時為全國政協。

## 劇情
該片敍述由張健（王書麒 飾）和其六魔女與童黨等人，以美女色計、假冒公安等於深圳作案，包括偷車、殺人，詐騙、非法取得財產等作案，而傅敏（鍾秀嫻 飾）雖然於庭上將功贖罪，但眾人無可避免地承擔刑事責任。

## 主要演員
| 角色             | 演員   |
| 張健             | 王書麒 |
| 傅敏             | 鍾秀嫻 |
| 文納             | 彭丹   |
| 傅瓊             | 梁愷庭 |
| 張鳳             | 李雪敏 |
| 陳祥（別名淫蟲） | 陳昇   |
| 張強             | 吳永森 |
| 劉香             | 樂融融 |
| 謝雲             | 楊愛貞 |
| 被殺司機         | 馬天耀 |
| 被殺司機         | 何家駒 |

## 製作和拍攝
該片由長勝電影公司拍攝，於1996年3月初進行拍攝至1996年4月底止，而拍攝地點則全部也在香港拍攝，地點包括銀河咖喱王、大埔新昌珠寶金行、銅鑼灣拾月廊等。

## 外部連結
- 互联网电影数据库（IMDb）上《六魔女》的资料（英文）
- 豆瓣电影上《六魔女》的資料 （简体中文）
- 香港影庫上《六魔女》的資料（繁體中文）